# Vrouw Maria

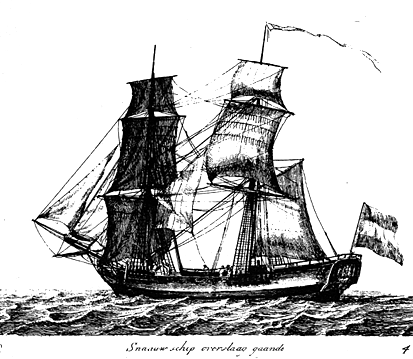
Vrouw Maria

Vrouw Maria var ett tvåmastat nederländskt handelsfartyg från 1700-talet. Fartyget var på väg från Amsterdam till S:t Petersburg när det sjönk i Nagus yttre skärgård i södra Skärgårdshavet. Med i skeppets last fanns värdefulla konstskatter till ryska aristokrater och kejsarinnan Katarina den stora. Skeppet återfanns 1999 på 40 meters djup och är idag ett av Finlands mest kända vrak, med ett välbevarat skrov.

## Förlisningen
Vrouw Maria lämnade Amsterdams hamn den 5 september 1771. Enligt loggboken stötte skeppet mot en sten i en storm torsdag kväll den 3 oktober, med två man på däck och de andra under bön inne i skeppet. Inga skador noterades, men snart stötte skeppet på en annan sten, förlorade rodret och började läcka illa. Skeppet ankrades, seglen bärgades och till morgonen hade man lyckats pumpa ut vattnet. Som värst hade man haft en meter vatten i skeppet. Den trötta besättningen lämnade fartyget för att vila på en holme i närheten, man vågade inte sova på skeppet då vädret fortfarande var dåligt och skeppet omgivet av grynnor.
Mot kvällen dök det upp lokala invånare, som hämtade hjälp. Under dagarna som följde bärgade man delar av lasten, men klarade inte längre att pumpa läns. Onsdag morgon den 9 oktober syntes fartyget inte mera. Två tullmän dök upp och tog besättning och last till Åbo i sin båt.

## Upptäckten
Skeppet glömdes så småningom bort, men doktor Christian Ahlström hittade på 1970-talet dokument om fartyget. Han publicerade sina fynd 1979 (Sjunkna Skepp, Lund) och på basen av dokumenten hittades skeppet av en grupp som kallade sig Pro Vrouw Maria, med Rauno Koivusaari som en central gestalt. En kontrovers uppstod, då gruppen ansåg sig ha rätt till bärgarlön enligt sjölagen, medan museiverket ansåg att fornminneslagen skulle gälla. Efter att sjörätten dömt till förmån för hittarna ändrades fornminneslagen retroaktivt så att den explicit gäller fall som detta. 